# Барабаш, Яков Фёдорович (атаман)
Я́ков Фёдорович Бараба́ш (? − † 24 августа 1658) — кошевой атаман Запорожской Сечи, противник гетмана Ивана Выговского.

## Биография
В сентябре 1657 года был избран кошевым атаманом Запорожской Сечи.
После смерти Богдана Хмельницкого и избрания гетманом Ивана Выговского, вместе с полтавским полковником Мартыном Пушкарем выступил в 1657 году в оппозиции против Выговского, осудив ориентацию нового гетмана на союз с Речью Посполитою и стал одним из лидеров восстания Барабаша и Пушкаря. Запорожские казаки выступили не только от своего имени, но и от имени «черни», мнение которой было проигнорировано при избрании Выговского, что придало восстанию характер противостояния верхов и низов Войска Запорожского. Барабаш был провозглашен «кошевым гетманом», который как бы был противопоставлен Выговскому, который был избран без участия «черни».
После подавления восстания войсками гетмана и крымского хана, Барабаш с отрядом своих сторонников 15 июня 1658 года явился в расположение Белгородского воеводы князя Григория Ромодановского. К этому времени, князь уже получил приказ об аресте всех руководителей восстания. Ромодановским были арестованы такие активные участники, как писарь полтавского полка Степан Лях и миргородский полковник Степан Довгаль. Представ перед воеводой, Барабаш и сопровождавшие его лица заявили, что лучше им умереть по приказу царя, чем от рук «поганых» (крымских татар). Князь Ромодановский не стал арестовывать атамана и отписал царю, что «Яков, государь, Барабаш, ныне со мною… в полку».
Вскоре гетман Выговский потребовал выдачи Барабаша и 4 августа 1658 года князь Ромодановский получил царский приказ арестовать Барабаша и «держать с великим бережением, чтоб не ушел» и «дурна какова над собою не учинил». Вскоре князь получил приказ доставить атамана в Киев «для отдачи виновного на войсковой суд».
24 августа, когда дворянин Яков Левшин в сопровождении 200 драгун из полка Иоганна Инвалта и донских казаков вёз Барабаша на суд из Белгорода в Киев, на конвой неожиданно напали сторонники Выговского. Захватив Барабаша, сторонники гетмана привязали его к пушке и пытали, а потом отправили в Чигирин. Барабаш был доставлен к гетману и казнён.

## Судьба Барабаша и Иван Брюховецкий
Незавидную судьбу Барабаша, как нарицательный образ, использовал Иван Брюховецкий в 1663 году. После того как Брюховецкий начал волнения Запорожской Сечи против наказного гетмана Якима Сомко, он получил царский приказ отправиться на Сечь до проведения Рады. Отказываясь это сделать, Брюховецкий заявил, что опасается за свою жизнь, что «Самко де великому государю не верен, в тот де час его на дороге побьет также, что и Выговский Барабаша».